# 龍昇
龍昇（407年六月—413年二月）是十六國時期夏國政權，夏國世祖武烈帝赫連勃勃的年號，共計5年餘。

## 纪年
| 龍升 | 元年  | 二年  | 三年  | 四年  | 五年  | 六年  | 七年  |
| ---- | ----- | ----- | ----- | ----- | ----- | ----- | ----- |
| 公元 | 407年 | 408年 | 409年 | 410年 | 411年 | 412年 | 413年 |
| 干支 | 丁未  | 戊申  | 己酉  | 庚戌  | 辛亥  | 壬子  | 癸丑  |

## 参看
- 中国年号索引
- 同期存在的其他政权年号
  - 义熙（405年-418年十二月）：東晉皇帝晋安帝司马德宗的年号
  - 弘始（399年九月-416年正月）：后秦政权姚兴年号
  - 更始（409年七月-412年八月）：西秦政权乞伏乾归年号
  - 建始（407年正月-七月）：后燕政权慕容熙年号
  - 正始（407年七月-409年十月）：北燕政权高雲年号
  - 太平（409年十月-430年十二月）：北燕政权冯跋年号
  - 太上（405年十一月-410年二月）：南燕政权慕容超年号
  - 嘉平（408年十一月-414年七月）：南凉政权秃发傉檀年号
  - 建初（405年正月—417年二月）：西涼政权李暠年号
  - 永安（401年六月-412年十月）：北凉政权沮渠蒙逊年号
  - 玄始（412年十一月-428年十二月）：北凉政权沮渠蒙逊年号
  - 天赐（404年十月-409年十月）：北魏政权拓跋珪年号
  - 永兴（409年闰十月-413年）：北魏政权拓跋嗣年号